# 阿斯卡隆 (喬治亞州)
阿斯卡隆（英語：Ascalon）是位於美國喬治亞州沃克縣的一個非建制地區。該地的面積和人口皆未知。

## 地理
阿斯卡隆的座標為34°50′22″N 85°25′29″W / 34.83944°N 85.42472°W，而該地的平均海拔高度為588米（即1929英尺）。